# Институт Пойнтера
Институт медиа-исследований Пойнтера — некоммерческая школа журналистики и исследовательская организация в Санкт-Петербурге, штат Флорида, США. Школа является владельцем газеты Tampa Bay Times и Международной сети проверки фактов, а также управляет проектом PolitiFact.

## История
Школа открылась 29 мая 1975 года, когда Нельсон Пойнтер, владелец и председатель St. Petersburg Times (ныне Tampa Bay Times ) и Times Publishing Company, объявил, что планирует открыть небольшую школу журналистики под названием Modern Media Institute (почти десятилетие спустя название школы было изменено на Институт Пойнтера). 
В 1977 году Нельсон Пойнтер завещал институту право собственности на издательскую компанию «Таймс», чтобы после его смерти школа стала владельцем «Санкт-Петербург Таймс». Пойнтер умер 15 июня 1978 года в возрасте 74 лет. Ему стало плохо в своем кабинете всего через несколько часов после того, как он принял участие в церемонии закладки нового кампуса Университета Южной Флориды в Санкт-Петербурге. 
В этого времени Институт начал расти в более крупную школу, существующую и сегодня. Второй президент Роберт Дж. Хайман перенёс институт в 1985 году в его нынешнее здание.
Крейг Ньюмарк (основатель Craigslist) является членом правления Poynter Foundation и пожертвовал ему 1 миллион долларов в 2015 году. В 2017 году Институт Пойнтера получил 1,3 миллиона долларов от Omidyar Network и фондов «Открытое общество» для поддержки новых проектов в трёх основных областях: технологии фактчекинга, отслеживание воздействия и финансовые вознаграждения в виде инновационных грантов и краудфандинговых матчей.
В 2018 году Институт Пойнтера начал сотрудничество с сетью рекомендаций по контенту Revcontent, чтобы остановить дезинформацию и фальшивые новости в статьях , предоставляя для Revcontent факты, проверенные Международной сетью проверки фактов. 11 января 2018 года директор Фонда Чарльза Коха по свободе слова Сара Ругер заявила в пресс-релизе Американского общества редакторов новостей, что «Фонд поддерживает многих получателей грантов, приверженных свободе прессы, включая Институт Пойнтера, Newseum и инициативу Techdirt в области свободы слова». 12 февраля 2018 года Tampa Bay Times, коммерческое отделение некоммерческого института Poynter, запустило веб-сайт PolitiFact, удостоенный Пулитцеровской премии, чтобы сформировать независимое подразделение внутри Poynter. В марте 2018 года компания Google.org назначила Институт Пойнтера руководителем своей программы MediaWise, призванной помочь учащимся средних и старших классов лучше различать онлайн-новости и информацию. Google профинансировал эту программу в виде гранта в размере 3 миллионов долларов.
С 2019 года The Washington Post сотрудничает с Институтом Пойнтера для увеличения разнообразия в СМИ с целью расширения ежегодной Академии лидерства Пойнтера для разнообразия в цифровых медиа, обучая журналистов навыкам запуска новых СМИ, руководства высшего уровня и новаторства. Другими спонсорами являются CNN, фонды Скриппса Ховарда, Craig Newmark Philanthropies, Фонд этики и передового опыта в журналистике и Фонд TEGNA.
Poynter опубликовал список из более чем 515 новостных сайтов, которые он назвал «ненадежными» в 2019 году. Автор статьи использовал различные базы данных фальшивых новостей (в том числе курируемые Центром общественной политики Анненберга, Колледжем Мерримак, PolitiFact и Snopes) для составления списка и призвал рекламодателей внести перечисленные сайты в «чёрный список». В список вошли консервативные новостные сайты, такие как Washington Examiner, The Washington Free Beacon и The Daily Signal, а также конспирологические организации, включая InfoWars. После негативной реакции как читателей, так и авторов некоторых включенных публикаций Пойнтер отозвал список, сославшись на «слабые места в методологии». Пойнтер выступил с заявлением, в котором говорится: «[мы] сожалеем, что нам не удалось обеспечить точность данных перед публикацией, и приносим извинения за путаницу и волнение, вызванные их публикацией». Журнал Reason указал, что автор был внештатным сотрудником, нанятым Институтом, который обычно работает в Южном юридическом центре по борьбе с бедностью (SPLC). Reason провел параллели между точностью списка и собственной работой SPLC по группам ненависти/
В январе 2020 года, получив финансирование от Facebook, Институт Пойнтера смог расширить программу MediaWise за счёт национальной программы повышения медиаграмотности под названием MediaWise Voter project (#MVP), охватив 2 миллиона студентов американских колледжей, впервые принявших участие в голосовании, помогая им стать лучше подготовленными и информированными к выборам 2020 года.
Институт Пойнтера получил 737 400 долларов в виде федеральных займов от Программы защиты зарплаты во время пандемии COVID-19. Президент Нил Браун отметил, что институт не впервые получает государственное финансирование, отметив прошлые контракты на обучение с «Голосом Америки».

## Новости университета
Университет новостей (NewsU) — проект Института Пойнтера, предлагающий обучение журналистике с помощью таких методов, как курсы электронного обучения, вебинары и обучающие игры. NewsU финансируется Фондом Джона С. и Джеймса Л. Найтов.

## Международная сеть фактчекинга

Логотип Международной сети проверки фактов

В 2015 году институт запустил Международную сеть проверки фактов (IFCN), которая устанавливает этический кодекс для организаций, проверяющих факты. IFCN проверяет фактчекеров на соответствие своему кодексу и выдает сертификаты издателям, прошедшим аудит. Сертификация длится один год, и специалисты по проверке фактов должны ежегодно проходить повторную проверку, чтобы сохранить свои сертификаты . Google, Facebook и другие технологические компании используют сертификацию IFCN для проверки издателей на наличие контрактов на проверку фактов.
IFCN и Американский институт прессы совместно публикуют Factually, информационный бюллетень о проверке фактов и журналистской этике.

## Медаль Пойнтера
С 2015 года Институт Пойнтера присуждает медаль Пойнтера за заслуги перед журналистикой. Среди победителей:
- 2015: Боб Шиффер, бывший ведущий CBS News и ведущий программы Face the Nation.
- 2016: Том Брокау, бывший ведущий NBC Nightly News
- 2017: Джуди Вудрафф, ведущая и управляющий редактор PBS NewsHour .
- 2018: Лестер Холт, ведущий NBC Nightly News и Dateline NBC
- 2019: Кэти Курик, тележурналист, писатель и медиа-предприниматель.
- 2020: Крис Уоллес, ведущий Fox News Sunday
- 2021: Лесли Щталь, корреспондент 60 Minutes CBS News
- 2022: Боб Вудворд и Карл Бернстин, журналисты-расследователи[30]
- 2023: Андерсон Купер, тележурналист и политический комментатор CNN[31]
- 2024: Робин Робертс, соведущий программы Good Morning America на канале ABC[32]